# Rhamnus persicifolia
Rhamnus persicifolia là một loài thực vật có hoa trong họ Táo. Loài này được Moris miêu tả khoa học đầu tiên năm 1828.